# Pakistanische Cricket-Nationalmannschaft in Australien in der Saison 1981/82
Die Tour der pakistanischen Cricket-Nationalmannschaft nach Australien in der Saison 1981/82 fand vom 13. November bis zum 15. Dezember 1981 statt. Die internationale Cricket-Tour war Bestandteil der Internationalen Cricket-Saison 1981/82 und umfasste drei Tests. Australien gewann die Serie 2–1.

## Vorgeschichte
Für beide Mannschaften ist es die erste Tour der Saison. Parallel spielten beide Mannschaften zusammen mit den West Indies ein Drei-Nationen-Turnier.
Das letzte Aufeinandertreffen der beiden Mannschaften bei einer Tour fand in der Saison 1979/80 in Pakistan statt.

## Stadien
Die folgenden Stadien wurden für die Tour als Austragungsort vorgesehen.
| Stadion          | Stadt     | Kapazität | Spiele  |
| ---------------- | --------- | --------- | ------- |
| The Gabba        | Brisbane  | 42.000    | 2. Test |
| Colonial Stadium | Melbourne | 47.000    | 3. Test |
| WACA Ground      | Perth     | 20.000    | 1. Test |

## Kaderlisten
Die Kaderlisten wurden vor der Tour bekanntgegeben.
| Test | Test |
| Australien | Pakistan |
| --- | --- |
| - Terry Alderman - Allan Border - Greg Chappell - Merv Hughes - Bruce Laird - Dennis Lillee - Geoff Marsh - Jeff Thomson - Dirk Wellham - Graeme Wood - Graham Yallop - Bruce Yardley | - Ijaz Faqih - Imran Khan - Iqbal Qasim - Javed Miandad - Majid Khan - Mansoor Akhtar - Mohsin Kamal - Mudassar Nazar - Rizwan-uz-Zaman - Sarfraz Nawaz - Sikander Bakht - Wasim Bari - Wasim Raja - Zaheer Abbas |

## Tests

### Erster Test in Perth
| 13. – 17. November Scorecard | Perth | Australien 180 (83.4) & 424-8d (138) | – | Pakistan 62 (21.2) & 256 (73.4) |
|                              |       | Australien gewinnt mit 286 Runs      |   |                                 |

### Zweiter Test in Brisbane
| 27. November – 1. Dezember Scorecard | Brisbane | Pakistan 291 (79) & 223 (73)      | – | Australien 512-9d (152) & 3-0 (2.2) |
|                                      |          | Australien gewinnt mit 10 Wickets |   |                                     |

### Dritter Test in Melbourne
| 11. – 15. Dezember Scorecard | Melbourne | Pakistan 500-8d (171.3)                        | – | Australien 293 (134.1) & 125 (72.1) (f/o) |
|                              |           | Pakistan gewinnt mit einem Innings und 82 Runs |   |                                           |